# Haiterbach
Haiterbach ist eine Kleinstadt im Landkreis Calw in Baden-Württemberg. Sie gehört zur Region Nordschwarzwald.

## Geographie

### Lage
Die Markung von Haiterbach liegt am Westrand des Heckengäus zum Nordschwarzwald und wird vom Tal der Waldach durchzogen, die aus dem namengebenden Hauptort von rechts der Heiterbach zufließt.

### Stadtgliederung
Zur Stadt Haiterbach gehören die ehemaligen, bis in die 1970er Jahre selbständigen Gemeinden Beihingen, Oberschwandorf und Unterschwandorf. Das Dorf Beihingen und das Gehöft Gründelhof bildeten früher die Gemeinde Beihingen. Zur Stadt Haiterbach in den Grenzen von 1971 gehört neben der Stadt der Weiler Altnuifra. Die ehemalige Gemeinde Oberschwandorf bestand einzig aus dem gleichnamigen Dorf, zur ehemaligen Gemeinde Unterschwandorf gehörte neben dem Dorf auch das Schloss Unterschwandorf.
In der Stadt Haiterbach im Gebietsstand von 1971 liegt die Wüstung Utenweiler.
Die ehemaligen Gemeinden Beihingen, Oberschwandorf und Unterschwandorf sind Ortschaften im Sinne der baden-württembergischen Gemeindeordnung mit jeweils eigenem Ortschaftsrat und Ortsvorsteher als dessen Vorsitzendem eingerichtet.

## Geschichte

### Mittelalter

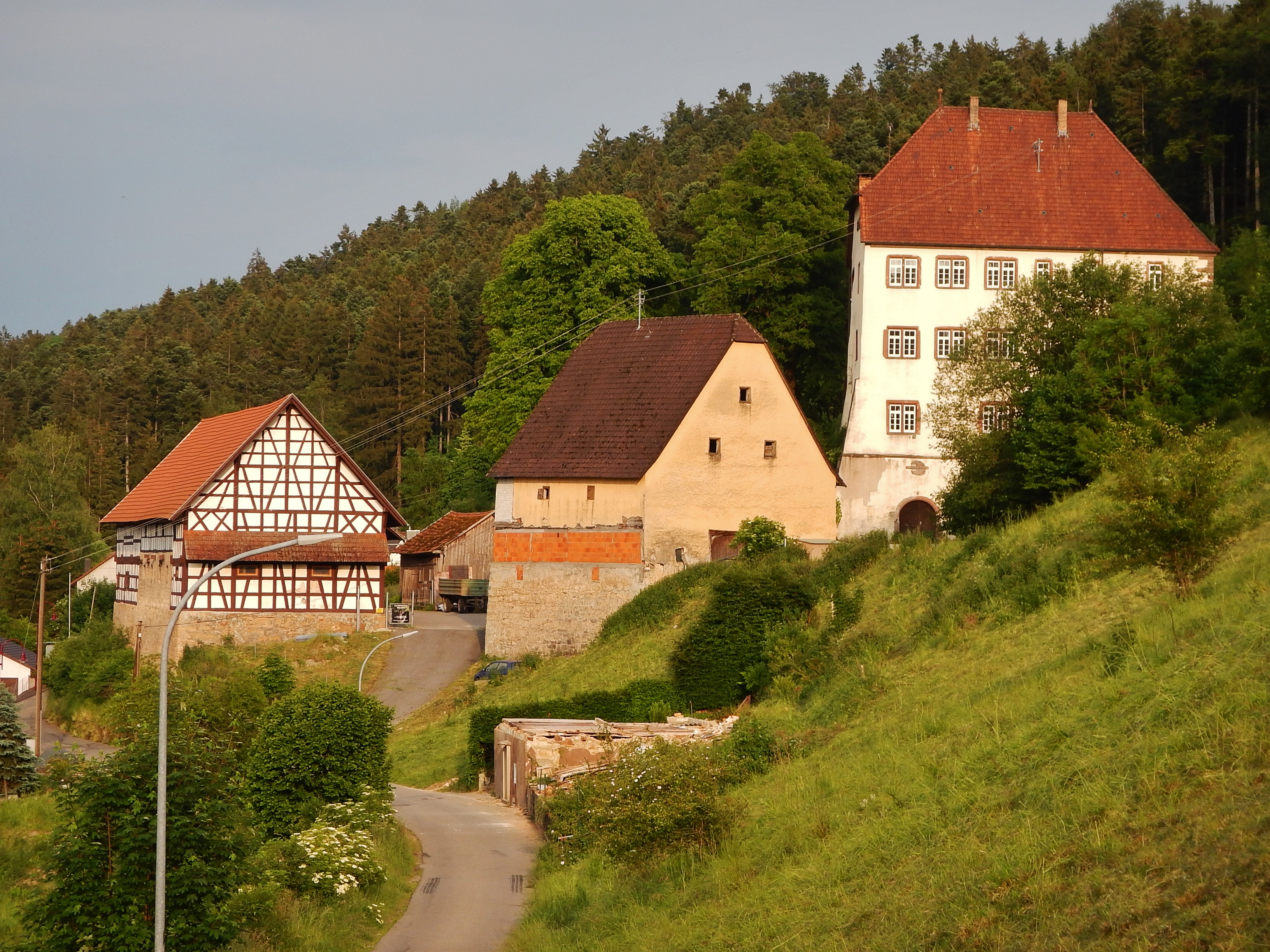
Schloss Schwandorf

Haiterbach wurde 1099 erstmals urkundlich erwähnt. Im 13. Jahrhundert gehörte es zur Pfalzgrafschaft Tübingen, die es gegen Ende des Jahrhunderts an die Grafen von Hohenberg verlor. Die Stadtrechte wurden Haiterbach 1349 verliehen. Die dortige mittelalterliche Burg war Sitz der Herren von Haiterbach bis zu ihrem Aussterben im Jahre 1384. Diese waren Lehnsmannen der Grafen von Hohenberg. 1363 verkaufte Otto II. von Hohenberg seine Grafschaft mitsamt Nagold und Haiterbach an Graf Eberhard den Greiner von Württemberg.

### Württembergische Zeit
Verwaltungstechnisch gehörte die Stadt nun zum württembergischen Amt Nagold, das 1758 zum Oberamt Nagold wurde. Auch bei der neuen Verwaltungsgliederung im 1806 gegründeten Königreich Württemberg blieb die Zuordnung Haiterbachs zum Oberamt Nagold erhalten.
1807 zerstörte ein Stadtbrand den Gebäudebestand derart flächendeckend, dass der ursprüngliche mittelalterliche Grundriss der Stadt verloren ging. Auch die mittelalterliche Burg wurde infolgedessen abgebrochen.
Bei der Kreisreform während der NS-Zeit in Württemberg gelangte Haiterbach 1938 zum Landkreis Calw. Gegen Ende des Zweiten Weltkriegs wurde Haiterbach am 16. April 1945 bombardiert.

### Nachkriegszeit
Nach dem Zweiten Weltkrieg fiel Haiterbach in die Französische Besatzungszone und kam somit 1947 zum neu gegründeten Land Württemberg-Hohenzollern. 1952 ging das provisorische Nachkriegsland im Regierungsbezirk Südwürttemberg-Hohenzollern auf und gehört seither zum neuen Bundesland Baden-Württemberg.
Mit der Kreisreform zum 1. Januar 1973 wurde der Landkreis Calw Teil der neu gegründeten Region Nordschwarzwald, die dem Regierungsbezirk Karlsruhe zugeordnet wurde. Somit wird seither über die Angelegenheiten Haiterbachs auch aus Pforzheim und Karlsruhe mitentschieden.

### Eingemeindungen
- 1936 – Altnuifra
- 1. Dezember 1971 – Unterschwandorf[4]
- 1. Januar 1972 – Beihingen[4]
- 1. Januar 1975 – Oberschwandorf[5]

### Einwohner
Einwohnerzahlen, Stand: 1. November 2023
| Gesamt          | 6025 |
| Haiterbach      | 3653 |
| Altnuifra       | 38   |
| Beihingen       | 866  |
| Unterschwandorf | 255  |
| Oberschwandorf  | 1213 |

## Religionen

### Evangelische Kirchengemeinden
- Haiterbach-Talheim: Die Evangelische Kirchengemeinde Haiterbach-Talheim[7]  umfasst die Kernstadt und den Stadtteil Altnuifra der Stadt Haiterbach sowie die Stadtteile Ober- und Untertalheim (die heute nur noch als Stadtteil Talheim bezeichnet werden) der Stadt Horb am Neckar (Landkreis Freudenstadt) und gehört zum Kirchenbezirk Calw-Nagold der Evangelischen Landeskirche in Württemberg. Die Laurentiuskirche wurde im 13. Jahrhundert erbaut.
- Beihingen: Die Evangelische Kirchengemeinde Beihingen[8] gehört ebenfalls zum Kirchenbezirk Calw-Nagold. Pfarramtlich betreut wird die Kirchengemeinde von der Nachbarkirchengemeinde Bösingen im gleichnamigen Ortsteil von Pfalzgrafenweiler (Landkreis Freudenstadt). Die Beihinger Kirche mit romanischem Turm und einem Kirchenschiff aus den Nachkriegsjahren steht im Ortskern neben dem evangelischen Gemeindehaus und dem Backhaus.
- Oberschwandorf und Unterschwandorf: Die Evangelische Kirchengemeinde Ober- und Unterschwandorf[9] umfasst den gleichnamigen Stadtteil und gehört ebenfalls zum Kirchenbezirk Calw-Nagold.

### Katholische Kirchengemeinde Haiterbach
Die katholische Kirche in Haiterbach ist dem hl. Pierre Julien Eymard geweiht. Die Katholische Kirchengemeinde in Haiterbach ist eine Teilgemeinde der Pfarrei Heilig Geist in Altensteig. Vor 1963 gehörten die Haiterbacher Katholiken zur Pfarrei Gündringen. Als 1963 die Stadtpfarrei Heilig Geist errichtet wurde, kamen Haiterbach und Unterschwandorf nach einer Anhörung der politischen Gemeinden zur Pfarrei Heilig Geist Altensteig. Da die Haiterbacher Katholiken noch keine Kirche hatten, stellte die evangelische Gemeinde ihren Pfarrsaal für Gottesdienste zur Verfügung, was nicht selbstverständlich war.
Bereits 1964 wurde mit den Planungen begonnen. Schließlich entstand eine Kirche mit freistehendem Turm, die am 16. Oktober 1966 durch den Bischof Carl Joseph Leiprecht eingeweiht wurde und den Namen des im 19. Jahrhundert in Frankreich lebenden Peter Julian-Eymard erhielt, der 1962 von Papst Johannes XXIII. heiliggesprochen wurde.
1967 erhielt der Turm zwei Glocken und die Haiterbacher Partnergemeinde Metnitz aus Österreich überreichte der katholischen Gemeinde eine Marienstatue. 1975 konnte eine dritte, gestiftete Glocke aufgehängt werden.
Der katholische Frauenkreis finanzierte das Kreuz über dem Altar sowie den Kreuzweg über Spenden, die durch Feste und Tombolas zusammenkamen.

### Liebenzeller Gemeinschaft
Die Liebenzeller Gemeinschaft ist Teil der evangelischen Kirchengemeinde. Viele Mitglieder arbeiten ehrenamtlich; ihre Aufgabe sieht die Liebenzeller Gemeinschaft insbesondere in der Unterstützung der Liebenzeller Mission, einem Werk innerhalb der Landeskirche.

### Spätregenmission
Trotz ihrer Insolvenz führt die Spätregenmission, nun mit dem Latter Rain Mission Germany e. V. als Rechtsträger, eine im Stadtteil Haiterbach beheimatete Gemeinde auf. Diese ist als christliche Freikirche pfingstlicher Prägung anzusehen.

## Politik

### Gemeinderat
In Haiterbach wird der Gemeinderat nach dem Verfahren der unechten Teilortswahl gewählt. Dabei kann sich die Zahl der Gemeinderäte durch Überhangmandate verändern. 2024 hat der Gemeinderat in Haiterbach 19 Mitglieder, 2019 waren es 18. Er besteht aus den gewählten ehrenamtlichen Gemeinderäten und dem Bürgermeister als Vorsitzendem. Der Bürgermeister ist im Gemeinderat stimmberechtigt.
Die Kommunalwahl am 9. Juni 2024 führte zu folgendem vorläufigen Endergebnis.
- Unabhängige Bürgerliste Haiterbach (UBL): 57,67 %, 11 Sitze / 2019: 61,1 %, 11 Sitze
- Christlich Demokratische Union Deutschlands (CDU): 42,33 %, 8 Sitze / 2019: nicht angetreten
- Freie Wähler Haiterbach e. V. (FWH): nicht angetreten / 2019: 38,9 %, 7 Sitze

### Bürgermeister
Von 1949 bis 1986 war Hugo Meroth Bürgermeister, von 1987 bis 1989 Volker Schaible, von 1990 bis 1997 Karl-Heinz Schmid (Chronik Stadt Haiterbach), von 1997 bis 2008 dann Hans-Jörg Henle. Von 2008 bis 2024 war Andreas Hölzlberger (CDU) Bürgermeister. Bei der Bürgermeisterwahl 2024 trat er nicht erneut an. Seit Januar 2025 ist Kerstin Brenner Bürgermeisterin von Haiterbach. Sie wurde am 20. Oktober 2024 mit 51,9 Prozent der Stimmen gewählt.

### Wappen
| Wappen von Haiterbach | Blasonierung: „In geteiltem Schild oben in Silber ein roter Adlerfuß, unten von Rot und Silber gerautet.“ |
| Wappen von Haiterbach | |

### Städtepartnerschaften
Seit 1967 besteht eine Partnerschaft mit der Marktgemeinde Metnitz in Kärnten, Österreich.

## Kultur und Sehenswürdigkeiten

### Bildung
Mit der Burgschule verfügt Haiterbach über eine Grund- und Hauptschule mit Werkrealschule. In Oberschwandorf befindet sich eine weitere Grundschule.

### Bauwerke
- Die Laurentiuskirche Haiterbach trägt noch den Namen, auf den sie einst geweiht wurde. Laurentius starb 258 n. Chr. in Rom den Märtyrertod mit einem eindrucksvollen Bekenntnis zu seinem Gott und Herrn Jesus Christus auf den Lippen. Die früheste Erwähnung der Kirche geht auf das Jahr 1150 zurück. Aus dieser Zeit stammt der noch erhaltene romanische Turm, abgesehen von dem viel späteren oberen Teil. Im unteren Stockwerk des Turmes wurde in der Zeit der Frühgotik ein Kreuzgewölbe als Chor der Vorgängerkirche eingezogen. Der Raum dient heute als Sakristei, zugleich als Eltern-Kind-Raum mit Gottesdienstübertragung. Er ist mit seinen Holzfiguren biblischer Gestalten ein besonderes Schmuckstück der Kirche. Wandmalereien mit Darstellungen der Heiligen Katharina, Barbara und Margaretha sowie ein Taufstein wohl aus jener Zeit sind noch erhalten. Vom ursprünglichen Kirchenschiff (Langhaus), seiner Größe und Bauweise fehlt jede Spur. Nur so viel ist bekannt, dass es sich mit seiner Längsrichtung von West nach Ost an den Turmchor anschloss. Beim Stadtbrand 1554 wurde das Schiff vernichtet und ein Jahr später das von Norden zum neuen Südchor reichende Schiff an der Turm-Westseite neu errichtet. Der 5/8-Chor mit hochrechteckigen Fenstern ohne gotisches Maßwerk enthält eine niedrige Orgelempore mit acht ausdrucksstarken Apostelbildnissen in der Brüstung. Das Gestühl in Schiff, Emporen und Chor ist vierseitig auf die hölzerne Kanzel rechts am Chorbogen ausgerichtet. Das Rankenwerk-Wandgemälde mit Bibelzitat am Chorbogen prägt die neugotische Innenraumgestaltung von 1857.[17] Um die Kirche herum war der Friedhof für die Mutterort- und die Filialgemeinde angelegt.

- Die Beihinger Kirche stammt aus dem 13. Jahrhundert, wovon der Kirchturm zeugt. Bis nach dem Zweiten Weltkrieg enthielt er unten den gewölbten Turmchor mit Chorbogen-Öffnung nach Westen. Das dortige Langhaus wurde wohl zugunsten einer Straßenplanung abgebrochen und 1953/1954 durch den Anbau eines neuen, nach Osten ausgerichteten Kirchenschiffs (axial etwas nach Süden versetzt) mit anschließendem Chor und Sakristei ersetzt. Das große Wandgemälde hinter dem Altar mit dem Motiv der Majestas Domini und den begleitenden Posaunenengeln der Offenbarung stammt vom Stuttgarter Künstler Wolf-Dieter Kohler. Im frühgotischen Kirchturm finden sich die ältesten Zeugen der Ortsgeschichte: Seine Glocken sind bis zu 700 Jahre alt. Die beiden ältesten wurden wahrscheinlich im 14. Jahrhundert in Rottweil gegossen (Stimmung in „Fis“ in „A“).[18] Woher diese Glocken stammen, lässt sich leider nicht mehr nachvollziehen. Ihr hohes Alter hat die Glocken in den Kriegen immer vor dem Einschmelzen bewahrt, da die beim Guss einst verwendete Legierung nicht für Munition taugte. Als die Glocken Risse bekommen hatten, wurden sie im Juli 1961 durch eine weitere, auf „E“ gestimmte Glocke ergänzt; später reparierte man sie nach modernen Methoden.[19]

- Die Severuskirche Oberschwandorf, 1725 an der Stelle einer Vorgängerkirche errichtet, musste bereits 1763–1766 nach massiven Witterungsschäden grundlegend saniert und für die zahlreichere Bevölkerung mit einer mehrseitigen Empore ausgestattet werden, die im Osten zunächst für die Orgel bestimmt war. Die Rechteck-Saalkirche mit 3/8-Raumabschluss trägt einen größeren Dachreiter mit Glockenstube. Bei der Renovierung 1974 wurde die Orgelempore hinter dem Altar entfernt und das Ost- und das Südost-Fenster vom Stuttgarter Glaskünstler Adolf Valentin Saile mit Bleiverglasungen zu den Themen Passion/Ostern und Pfingsten/Apostelgeschichte ausgestattet.[20]

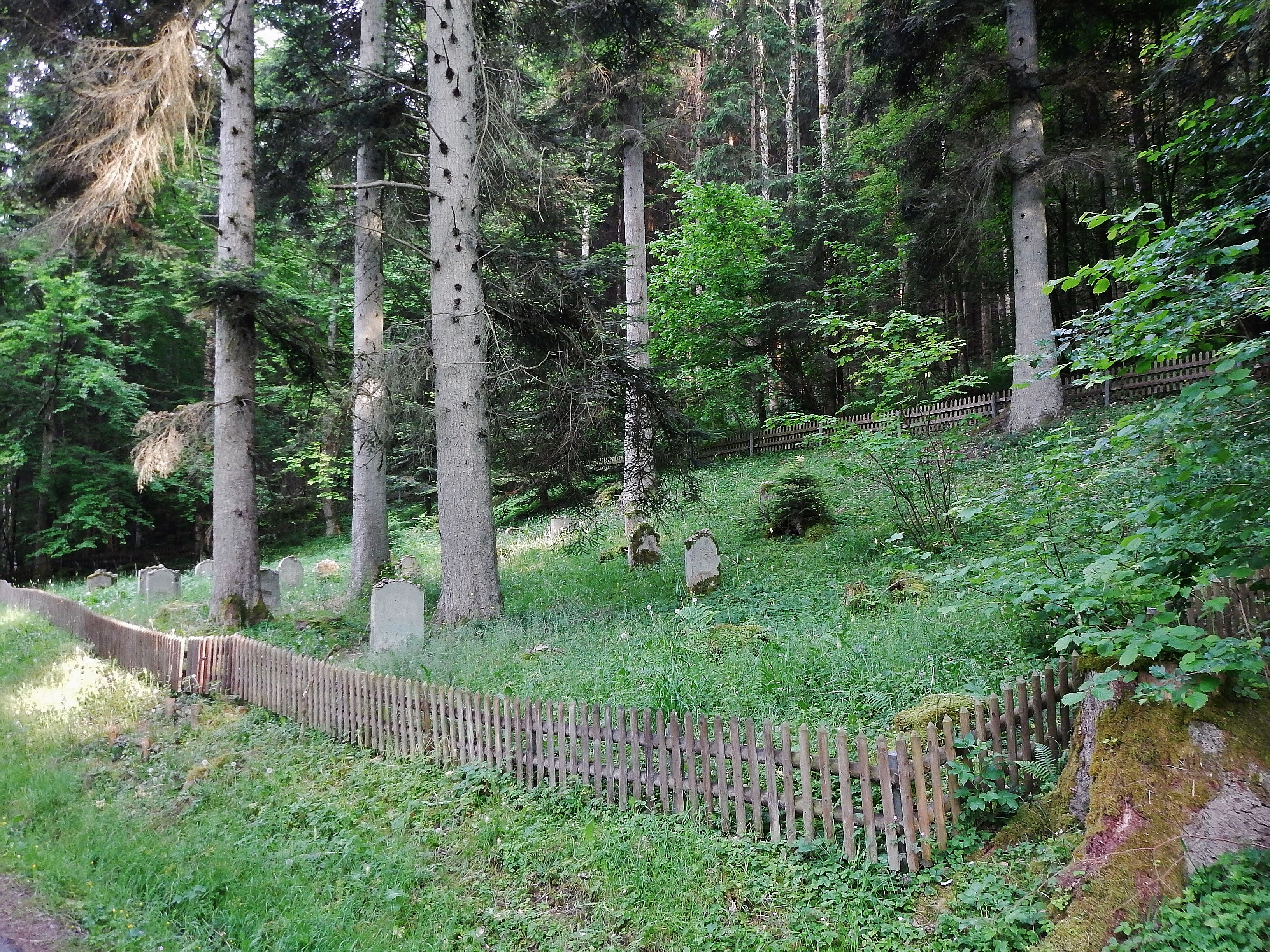
Jüdischer Friedhof

- Etwa einen Kilometer westlich des Ortes Unterschwandorf findet sich auch der Jüdische Friedhof Unterschwandorf als Zeugnis einer kleinen jüdischen Gemeinde, die im 19. Jahrhundert bestand.

### Heimatmuseum Beihingen
Ein Schmuckstück ist das Heimatmuseum Beihingen: ein Bauernhaus, das 1994 vom damaligen Ortsvorsteher Heinz Urbschat für die Bevölkerung zugänglich gemacht wurde. Unzählige Leihgaben vermitteln Einblicke in das frühere bäuerliche Leben.

### Heimat- und Geschichtsverein Beihingen e. V.
Der Verein unterhält das Heimatmuseum und lässt mit vielen Aktionen alte Gebräuche und Handwerke wieder lebendig werden.

### Sport

#### TSV Haiterbach
Im Turn- und Sportverein Haiterbach sind derzeit über 1.000 Mitglieder gemeldet. Von ehrenamtlichen Übungsleitern und Teilnehmern werden rund 500 Jugendliche in Turnen, Fußball und Leichtathletik trainiert sowie bei Spielen und Wettkämpfen betreut. Neu ins Programm aufgenommen wurde unter der Leitung der Turnabteilung auch Gymnastik für ältere Teilnehmer unter dem Motto „Fit und Gesund“.
Im Sommer 2000 stand die Einweihung des neuen Sportgeländes auf dem „Bus“ an. Mit diesem Gelände, bestehend aus zwei Rasenspielfeldern, einem Kunstrasen-Trainingsplatz (40 m × 20 m), Leichtathletik-Laufbahnen sowie Einrichtungen für alle Wurf- und Laufdisziplinen, eröffneten sich für viele Turn- und Sportfreunde neue und bessere Möglichkeiten.
Das internationale U14-Turnier, das alljährlich im Frühjahr stattfindet, ist einer der Höhepunkte im Vereinsleben des TSV Haiterbach.

#### HC Haiterbach
Der Hobby Club Haiterbach hat sich auf Walking und Lauftreff, Fitnessgymnastik und eine Theaterabteilung spezialisiert. Letztere veranstaltet jährlich an zwei Terminen eine Aufführung. Seit Sommer 2006 ist die Abteilung Badminton neu hinzugekommen.

#### Fun Skater
Die Fun Skater sind Haiterbachs jüngster Verein. Mit 50 Mitgliedern bieten sie einen wöchentlichen Inlinerlauftreff an und veranstalten mehrmals im Jahr Inliner Nights mit bis zu 400 Teilnehmern. Das Fun-Skater-Sport-Team und das Fun-Skater-Hockey-Team konnten bereits nationale Erfolge erzielen. Vier ausgebildete Instruktoren bieten in den Frühlingsmonaten Inlinerkurse an.

#### TC Haiterbach
Der Tennisclub Haiterbach besteht seit 1980 und zählt über 180 Mitglieder. Seine vier Kunstrasenplätze befinden sich auf dem Sportareal der Stadt auf dem Bus. Das privat geführte Vereinsheim bietet für Feierlichkeiten ca. 50 Sitzplätze.

#### SpVgg Oberschwandorf
Die Spielvereinigung Oberschwandorf bietet mit Fahrradausflügen, Grillfesten, Tennis, Wanderungen, Kinderturnen, Schwimmbadbesuche und Fußball ein breites Programm. Der Verein besitzt zwei Fußballplätze mit einem Sportheim und eine Tennisanlage mit drei Sandplätzen.

#### VfR Beihingen
Der Verein für Rasenspiele Beihingen hat derzeit etwas mehr als 300 Mitglieder, wobei ein Großteil der Mitglieder der Abteilung Fußball angehört. Weitere Angebote bieten die Damengymnastik- und die Mädchenturnabteilung. Darüber hinaus verfügt der Verein über eine Theatergruppe, die ihr Können bereits seit 1963 in der Weihnachtszeit auf der Bühne darstellt.

#### Kroatischer KSV Komušina Haiterbach
Der kroatische Kultur- und Sportverein Komušina Haiterbach ist ein im Zuge der Arbeitsmigration in den 1960er Jahren gegründeter Sportverein, der vornehmlich aus Gastarbeitern aus der Gemeinde Komušina (heute Bosnien-Herzegowina) bestand. Neben der Erweiterung auf kulturelle Aktivitäten spielt heute eine aus fünf Nationalitäten bestehende Mannschaft erfolgreich Basketball in der Regionalliga Südwest.

## Wirtschaft und Infrastruktur

### Wirtschaft
In Haiterbach hat das 1970 gegründete Unternehmen MEVA Schalungs-Systeme seinen Sitz.

### Verkehr
Etwa 2 km nordöstlich des Zentrums liegt das Segelfluggelände Haiterbach-Nagold.

## Persönlichkeiten
- Christian Gottlob Pregizer (1751–1824), Theologe, hatte großen Einfluss auf den Pietismus in Württemberg; nach ihm wurde das Gemeindehaus der evangelischen Kirchengemeinde Haiterbach benannt, das Pregizerhaus
- Walter Loeffler (1898–1938), Architekt
- Wilhelm Winter (1900–1973), Landwirt und Politiker (BCSV, CDU), Mitglied des Badischen Landtags
- Karl Schübel (1904–2000), Oberbürgermeister von Aalen 1935–1945 und 1950–1975 und Ehrenbürger der Stadt Aalen
- Friedrich Ziegler (1907–1979), Landtagsabgeordneter der FDP/DVP in Baden-Württemberg